# Парк 30-летия Победы (Краснодар)
Парк 30-летия Победы (полное название Парк культуры и отдыха им. 30-летия Победы) — парк города Краснодара, расположенный на полуострове правого берега реки Кубань: с одной стороны находится река Кубань, с другой — затон (старое русло Кубани) вдоль Кубанской набережной города.

## История
С 1975 года эта парковая зона Краснодара носит название «Парк культуры и отдыха имени 30-летия Победы», является крупным парком города, занимает площадь в 57 га.
На территории парка находится музей военной техники — «Оружие Победы», где собраны около 40 экспонатов военной техники. В парке расположена памятная стела с именами Героев Советского Союза, удостоенных этой награды в боях с гитлеровцами на Кубани.
Для посетителей работают аттракционы, имеется помещение с экзотическими животными, а также бильярдный клуб, скейт-площадка и трасса для картинга. В парке работают кафе и рестораны, на берегу затона выделена зона для отдыха, оборудованная навесами и мангалами.
В 2003 году был построен «Мост Поцелуев», соединив дальнюю конечную часть зелёной зоны с Кубанской набережной — таким образом появился ещё один вход в парк. В парке имеется аллея городов-побратимов Краснодара.
Адрес: Краснодар, ул. Береговая, 146 (автобусы: 3, 26, 95, 173а; троллейбусы: 1, 8, 9, 10, 15; маршрутное такси: 5, 8, 44, 49).